# Pomnik Zwycięstwa Grunwaldzkiego
Pomnik Zwycięstwa Grunwaldzkiego – pomnik upamiętniający zwycięstwo nad zakonem niemieckim w Bitwie pod Grunwaldem 15 lipca 1410 roku, wzniesiony według projektu Jerzego Bandury i Witolda Cęckiewicza na polu bitewnym, odsłonięty 17 lipca 1960 roku.
Pomnik znajduje się na polu pomiędzy miejscowościami Grunwald i Stębark. Został wpisany do rejestru zabytków 17 lutego 1984 roku (A-523).

## Historia
Historyczne zwycięstwo wojsk sprzymierzonych zostało upamiętnione przez wzniesienie kaplicy pobitewnej. Polskie władze komunistyczne planowały wzniesienie pomnika na Polu Grunwaldzkim już w 1945 roku. Było to zgodne z prowadzoną wówczas polityką historyczną, widzącą w Niemcach wielowiekowych wrogów ludów słowiańskich. Zwycięstwo z czasów średniowiecza wykorzystywano w celach propagandowych. W związku ze zbliżającymi się obchodami Tysiąclecia Państwa Polskiego w 1966 roku oraz 550. rocznicy bitwy ogłoszono w 1958 roku konkurs na projekt pomnika. Zwyciężył projekt Jerzego Bandury i Witolda Cęckiewicza. Ośmiometrowe bloki granitowe na postumencie z twarzami wojów, jedenaście stalowych masztów wysokich na 30 metrów z chorągwiami, amfiteatr oraz muzeum odsłonięto i otwarto dla zwiedzających 17 lipca 1960 roku, w okrągłą 550. rocznicę bitwy. W uroczystościach, które zgromadziły ok. 200 000 uczestników, udział wzięli przedstawiciele władz państwowych i partyjnych: Władysław Gomułka, Józef Cyrankiewicz i Aleksander Zawadzki. Na pomniku umieszczona została inskrypcja z datami bitwy i uroczystości odsłonięcia: 15 VII 1410 15 VII 1960.

## Galeria

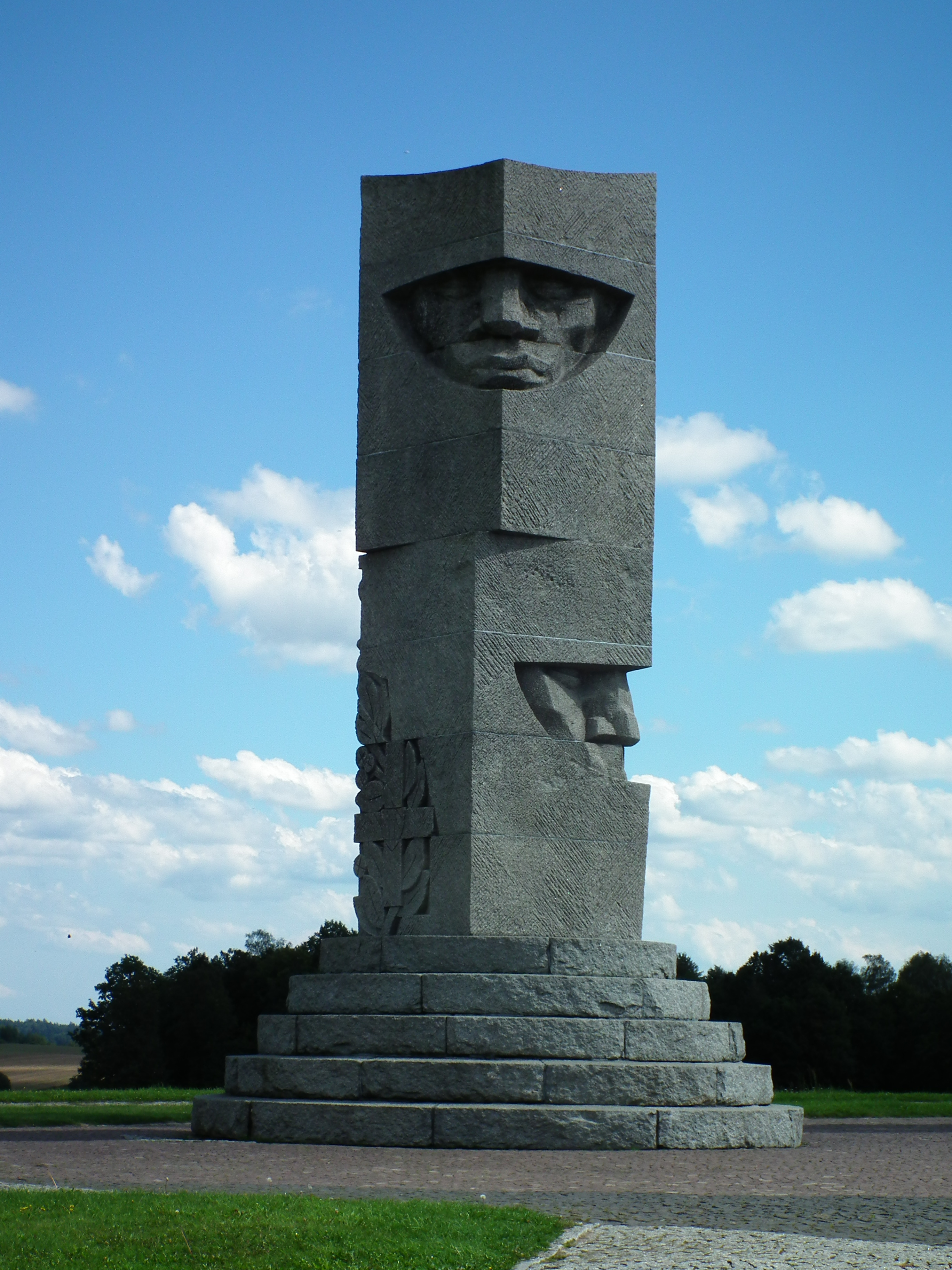
Granitowy obelisk
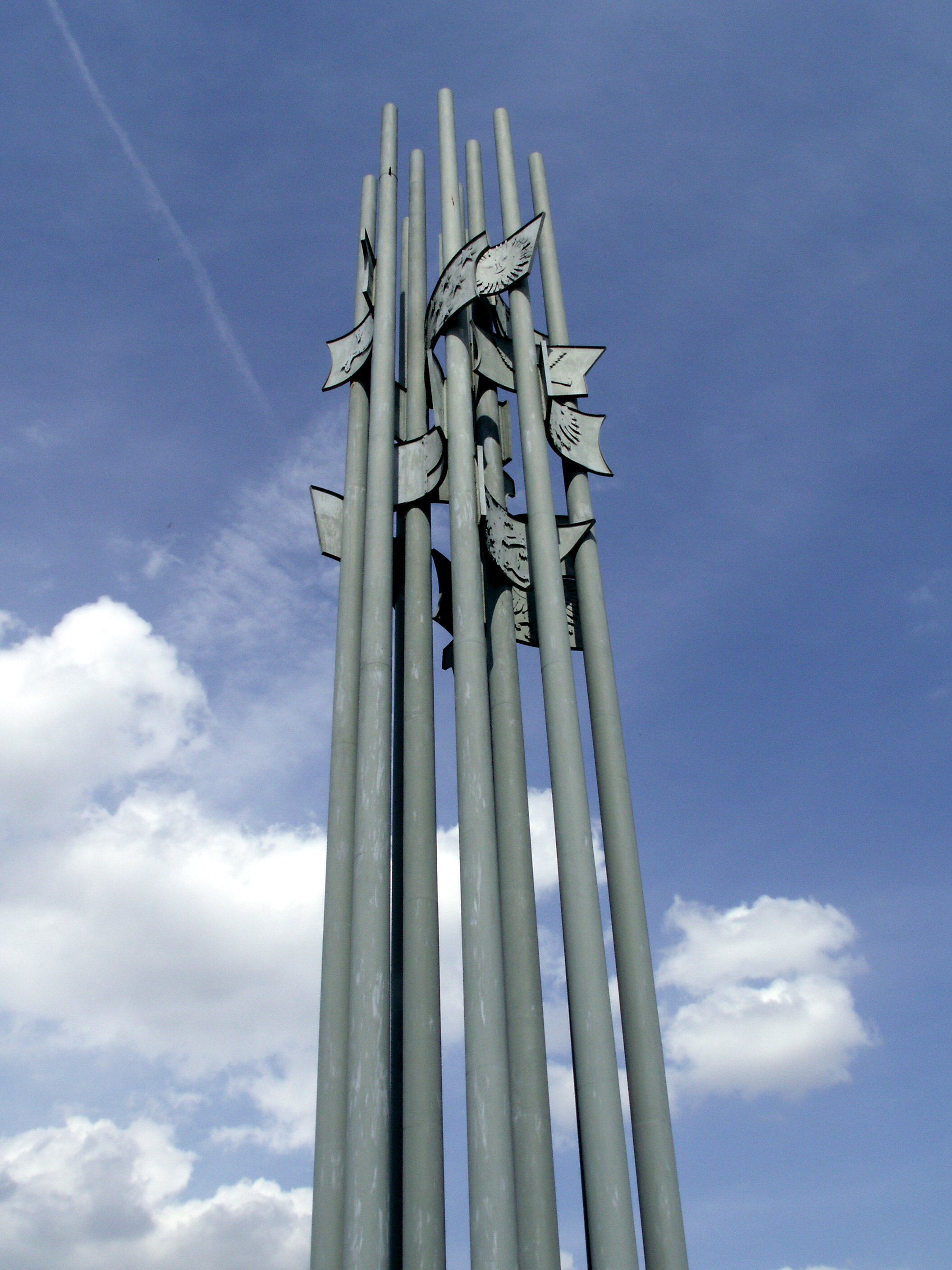
Stalowe maszty
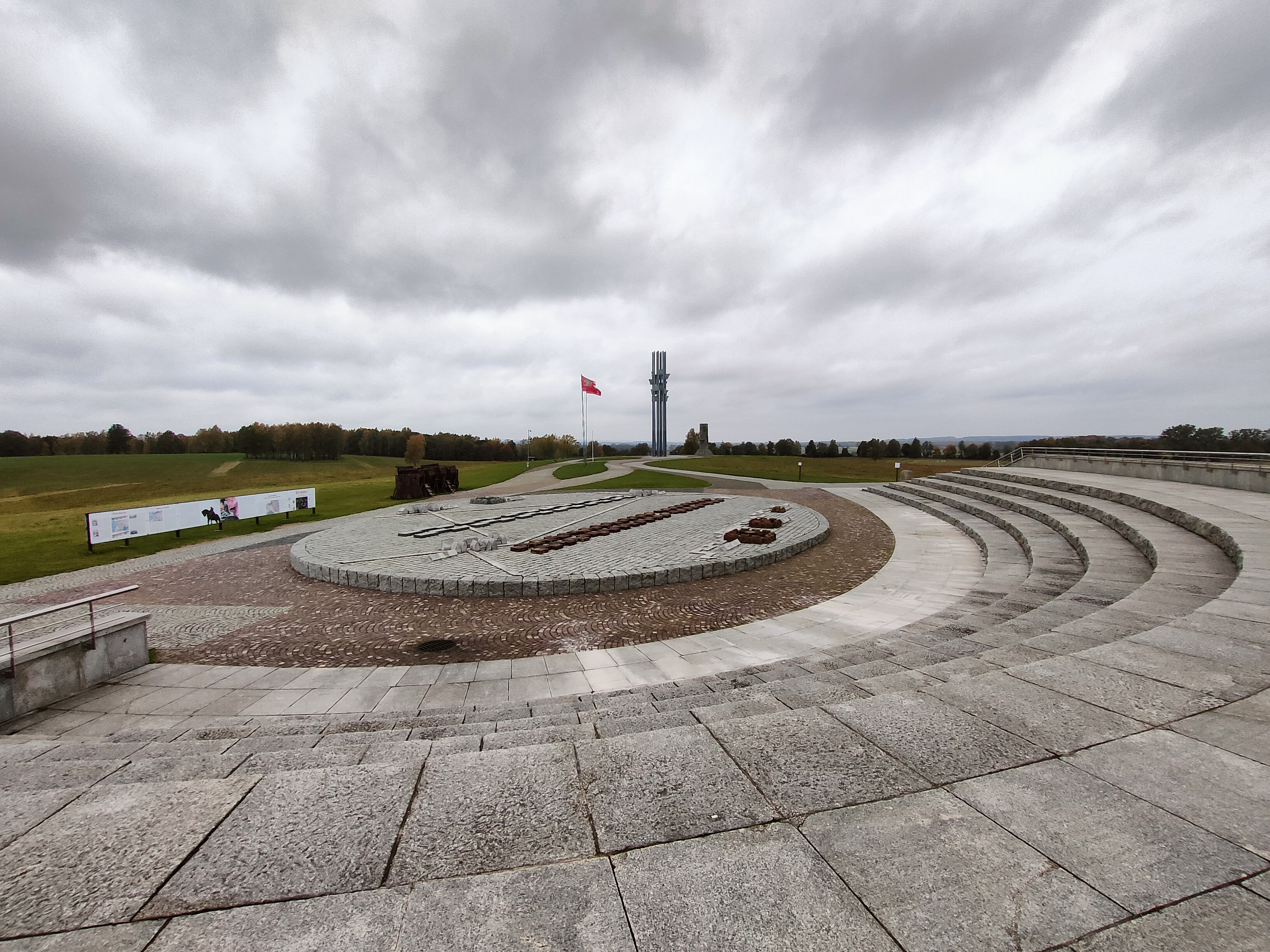
Amfiteatr
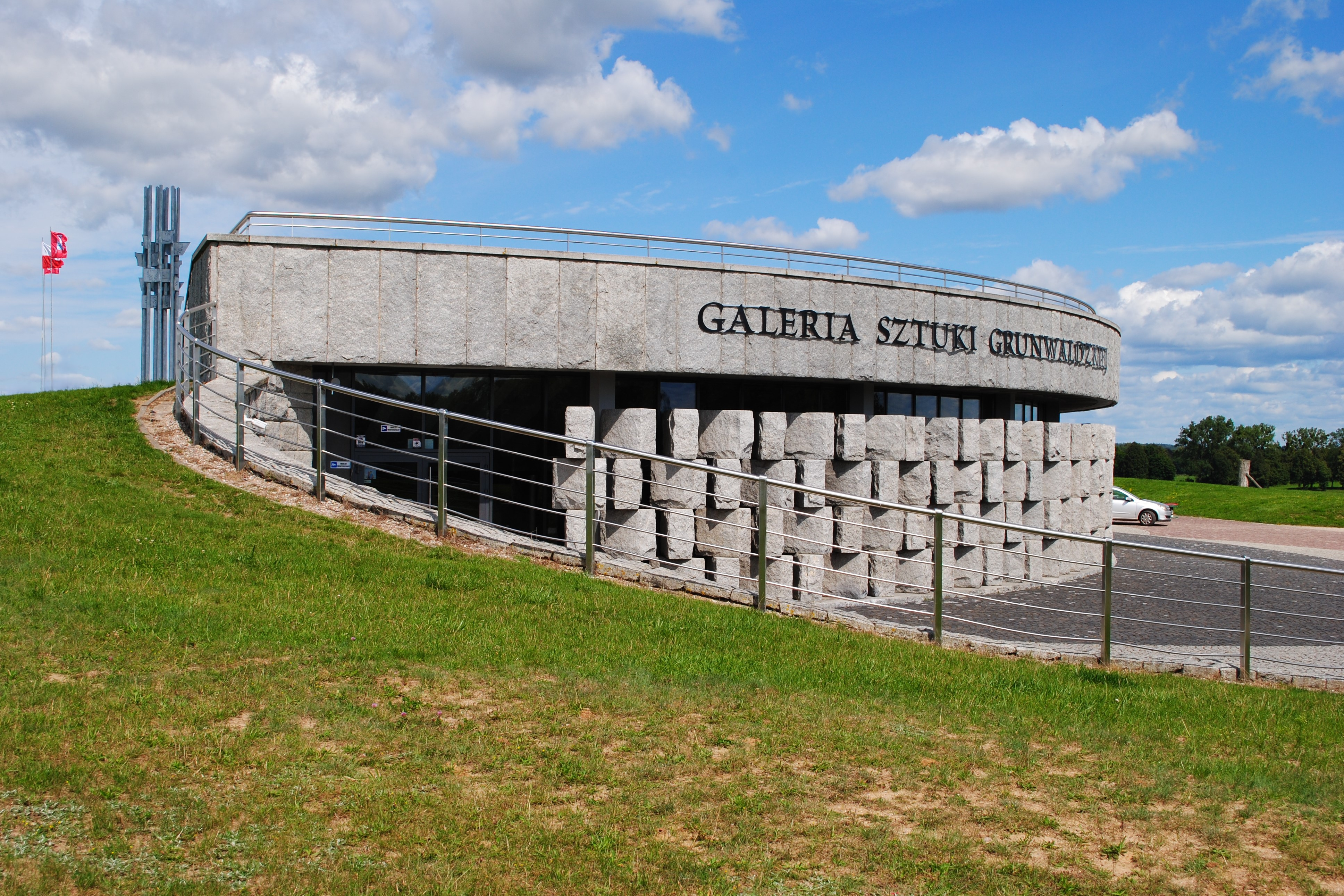
Muzeum Bitwy